# Морган (округ, Алабама)
Шаблон:StateAbbr_ 34°27′06″ пн. ш. 86°51′26″ зх. д. / 34.451666666667° пн. ш. 86.857222222222° зх. д.
 Морган (англ. Morgan County) — округ (графство) у штаті Алабама. Ідентифікатор округу 01103.

## Історія
Округ утворений 1818 року.

## Демографія
За даними перепису
2000 року
загальне населення округу становило 111064 осіб, зокрема міського населення було 62560, а сільського — 48504.
Серед мешканців округу чоловіків було 54451, а жінок — 56613. В окрузі було 43602 домогосподарства, 31445 родин, які мешкали в 47388 будинках.
Середній розмір родини становив 2,99.
Віковий розподіл населення поданий у таблиці:
| Стать    | До 15 років | 15-21 | 22-29 | 30-39 | 40-49 | 50-65 | 65-85 | Понад 85 |
| -------- | ----------- | ----- | ----- | ----- | ----- | ----- | ----- | -------- |
| Чоловіки | 11928       | 5282  | 5654  | 8562  | 8602  | 8910  | 5147  | 366      |
| Жінки    | 11500       | 4826  | 5554  | 8609  | 8554  | 9375  | 7158  | 1037     |

## Суміжні округи
- Медісон — північний схід
- Маршалл — схід
- Каллмен — південь
- Лоуренс — захід
- Лаймстоун — північний захід

## Виноски
1. ↑  U.S. Decennial Census. United States Census Bureau. Архів оригіналу за 19 липня 2018. Процитовано 22 серпня 2015.
2. ↑  Historical Census Browser. University of Virginia Library. Архів оригіналу за 11 серпня 2012. Процитовано 22 серпня 2015.
3. ↑  Forstall, Richard L., ред. (24 березня 1995). Population of Counties by Decennial Census: 1900 to 1990. United States Census Bureau. Архів оригіналу за 24 вересня 2015. Процитовано 22 серпня 2015.
4. ↑  Census 2000 PHC-T-4. Ranking Tables for Counties: 1990 and 2000 (PDF). United States Census Bureau. 2 квітня 2001. Архів оригіналу (PDF) за 18 грудня 2014. Процитовано 22 серпня 2015.
5. ↑  State & County QuickFacts. United States Census Bureau. Архів оригіналу за 6 червня 2011. Процитовано 16 травня 2014.(англ.) Наведено за англійською вікіпедією.
6. ↑  American FactFinder. Бюро перепису населення США. Архів оригіналу за 26 лютого 2012. Процитовано 31 січня 2008.
7. ↑  Alabama: Population of Counties by Decennial Census: 1900 to 1990 — Бюро перепису населення США (англ.)
8. ↑  Архівована копія. Архів оригіналу за 11 вересня 2013. Процитовано 22 квітня 2019.{{cite web}}:  Обслуговування CS1: Сторінки з текстом «archived copy» як значення параметру title (посилання)
9. ↑  Архівована копія. Архів оригіналу за 11 серпня 2012. Процитовано 14 травня 2012.{{cite web}}:  Обслуговування CS1: Сторінки з текстом «archived copy» як значення параметру title (посилання)